# Bever Holding
Bever Holding is een beursgenoteerde vastgoedonderneming. Het richt zich primair op (her)ontwikkeling van appartementen, commerciële ruimten en hotels. De projecten zijn ultimo 2022 geconcentreerd in Nederland en België.
De aandelen van Bever Holding zijn genoteerd aan Euronext Amsterdam. Vanwege het feit dat Bever Holding geen gecontroleerde jaarrekeningen heeft over de jaren 2019, 2020 en 2021 heeft Euronext per 30 juli 2020 het aandeel naar de 'Penalty Bench' verplaatst. De aandelen mogen daar nog maximaal 24 maanden worden verhandeld. Deze termijn is in oktober 2023 verlengd tot 18 januari 2024 en de aandelen blijven zolang op de strafbank staan.

## Geschiedenis
Bever Holding is in 1975 opgericht en was tot 13 mei 1998 een beleggingsmaatschappij. In de periode 1998 tot 2006 was Bever actief in de financiële wereld, eerst als hoekman maar later ook als financiële dienstverlener en daghandelaar. Door de invoering van schermhandel en de terugval van de effectenhandel in 2002 en 2003 namen de activiteiten en daarmee de winstgevendheid af. Eind 2005 besloten om over te gaan tot liquidatie van het bedrijf.
Op 25 augustus 2006 bracht Beauchamp Beheer B.V. een openbaar bod uit op alle uitstaande aandelen Bever Holding. In dit kader heeft de toenmalig grootaandeelhouder in Bever, Zibafes B.V., haar bezit van 2.708.000 aandelen, circa 85% van het totaal, aangemeld. Op 28 september 2006 deed Beauchamp Beheer B.V. haar bod gestand, en op 5 oktober 2006 werd de biedprijs van € 4,94 per aandeel in contanten voldaan. Evert van den Brandhof, ooit betrokken bij het optiehuis Curvalue, was de persoon achter Beauchamp Beheer B.V.
Op 18 mei 2007 sloot Bever Holding een overeenkomst om de vastgoedportefeuille van Bonavella Holding B.V. te verkrijgen door middel van een juridische fusie. Op 29 december 2007 kwam de fusie tot stand en zijn alle activa en passiva van Bonavella overgegaan naar Bever. Bever betaalde voor het onroerend goed met de uitgifte van 13,8 miljoen nieuwe aandelen voor de verkopende aandeelhouders van Bonavella.

De grootaandeelhouder in Bonavella Holding B.V. is de omstreden vastgoedhandelaar Ronnie van de Putte. Van de Putte kan met de beursnotering zijn vastgoedprojecten makkelijker financieren. Van de Putte wordt sinds de jaren tachtig door krakers de 'krottenkoning' genoemd vanwege zijn straffe woningenbeleid. Op de beurs had hij jarenlang met makelaar Harry Mens het fonds Enhobel.
In augustus 2013 maakt Bever een strategische samenwerking bekend met Nieuwe Borg Real Estate Group. De ondernemingen zullen worden samengevoegd, waarbij de aandeelhouders van Nieuwe Borg ook aandeelhouder worden van Bever. De schulden van Bever bij de huidige bankiers worden ingelost en kort tijd daarna zullen nieuwe aandeelhouders en/of kapitaalverschaffers worden geworven. Twee maanden later zijn de gesprekken met Nieuwe Borg beëindigd. Woningbouwvereniging Laurentius zou aangifte hebben gedaan tegen diverse partijen, waaronder Nieuwe Borg, vanwege omkoping. Nieuwe Borg ontkent de beschuldiging, maar dit was toch de aanleiding om de gesprekken te staken.
In oktober 2014 werd bekend dat Bever’s financier Staalbankiers de onmiddellijke betaling eist van € 18.385.171. Bever Holding weigerde de vordering te voldoen en de rechter heeft Staalbankiers daarom toestemming gegeven voor € 18 miljoen beslag te leggen op onroerend goed van Bever. Staalbankiers heeft hiermee vrijwel het gehele vastgoedbezit van Bever in Nederland bevroren met een conservatoir beslag. De beslagen dateren van 3 juni 2014 en ondanks het feit dat Bever beursgenoteerd is en dit koersgevoelige informatie betreft, heeft Bever geen melding gemaakt van het beslag door Staalbankiers. Een jaar later rondde Bever de herfinanciering af. De volledig schuld, waaronder die aan Staalbankiers, is volledig terugbetaald waardoor ook het conservatoir beslag is opgeheven. Verder is ook een overeenstemming bereikt met gemeente Noordwijk, de gelegde beslagen zijn opgeheven.
Bever is ook eigenaar van Huize Ivicke, een groot pand in Lodewijk XVI-stijl, in Wassenaar. Het rijksmonument is in 1913-1914 gebouwd in opdracht van Adrianus Frederikus Johannes van Hattum. Het pand staat leeg en wordt niet onderhouden. De gemeente Wassenaar dreigt met dwangsommen om het pand op te knappen, maar zonder resultaat. Sinds medio 2018 zitten krakers in het pand. In juni 2020 heeft de gemeente Wassenaar beslag gelegd op de villa om zo de restauratie van het pand af te dwingen. Weigert Bever dan gaat de gemeente het doen en het beslag is nodig om voor te zorgen dat de gemeente de kosten van de renovatie terugkrijgt. De krakers hebben tot november 2020 de tijd gekregen om het pand te verlaten.
In september 2020 was Bever Holding onderwerp van discussie in de Tweede Kamer. De VVD vroeg om opheffing van de beursnotering van het fonds. Volgens de VVD maakt het zich schuldig aan chantagepraktijken, het fonds zou moedwillig monumenten laten verkrotten omwille van grondposities of om geld van gemeenten af te dwingen voor het herstel. De VVD wil weten of het mogelijk is om vennootschappen van de beurs te weren wanneer hun activiteiten ingaan tegen het maatschappelijk belang. In november 2020 schreef minister van Binnenlandse Zaken Ollongren dat terughoudendheid gepast is als het gaat om een gedwongen schrapping, gelet ook op financiële belangen van beleggers.
In november 2020 werd bekend dat Reggeborgh een veiling heeft gelast op zes percelen in Noordwijk die in handen zijn van Bever Holding. Reggeborgh heeft Bever miljoenen euro's geleend, maar Bever heeft ruim een jaar niet gereageerd op herhaalde verzoeken tot aflossen. De looptijd van de lening liep tot oktober 2019. Met de opbrengst van de veiling zou de lening worden terugbetaald. In 2015 had een Luxemburgs dochterbedrijf van Reggeborgh een lening met een recht van hypotheek verstrekt aan Bever. In januari 2021 werd bekend dat de Adriaan van Erk Groep aan Bever een lening heeft gegeven van € 34,6 miljoen waarmee de veiling van percelen in Noordwijk is voorkomen. De samenwerking liep spaak met rechtszaken tot gevolg. Op 13 juni 2022 werd Bever Holding veroordeeld tot de levering van de gronden voor een bedrag van 60 miljoen euro zoals opgenomen in de schriftelijke koopovereenkomsten. Bever Holding is in beroep gegaan, maar heeft de transactie wel in de jaarrekening over 2022 verwerkt.
In december 2023 heeft de Autoriteit Financiële Markten (AFM) het bedrijf twee boetes opgelegd met een totale waarde van 5 miljoen euro. Het bedrijf heeft lange tijd nagelaten voorwetenschap tijdig openbaar te maken en heeft ook onjuiste informatie verspreid. Dit naar aanleiding van de verkoop van tien percelen in Noordwijk aan een projectontwikkelaar. In november 2020 werd daarvoor een akkoord op hoofdlijnen gesloten, de koopovereenkomst werd twee weken later getekend. Het duurde tot september 2021 voordat deze koersgevoelige informatie openbaar werd gemaakt in een persbericht.

## Activiteiten

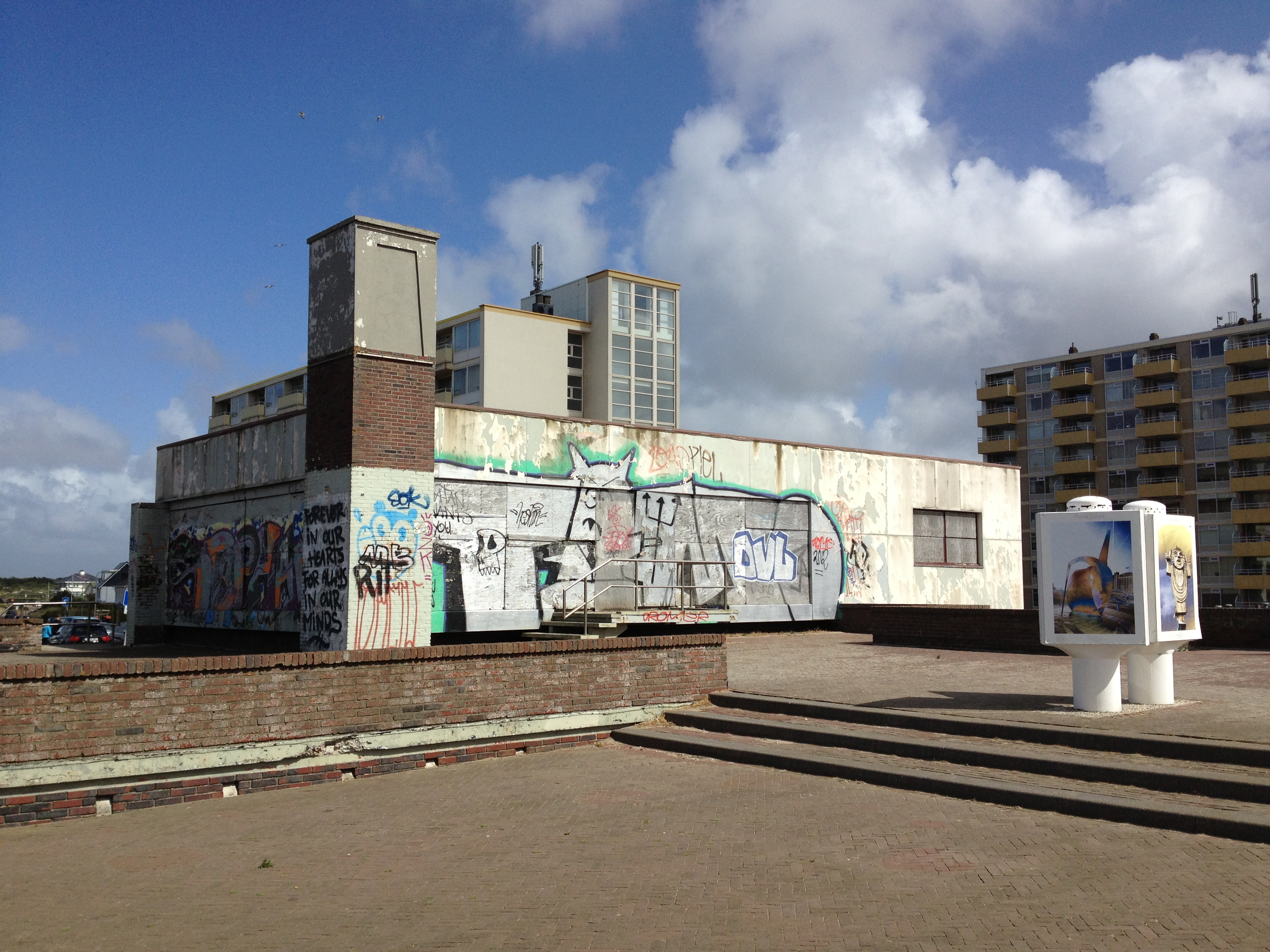
Voormalig restaurant De Vuurtoren (aug 2013)

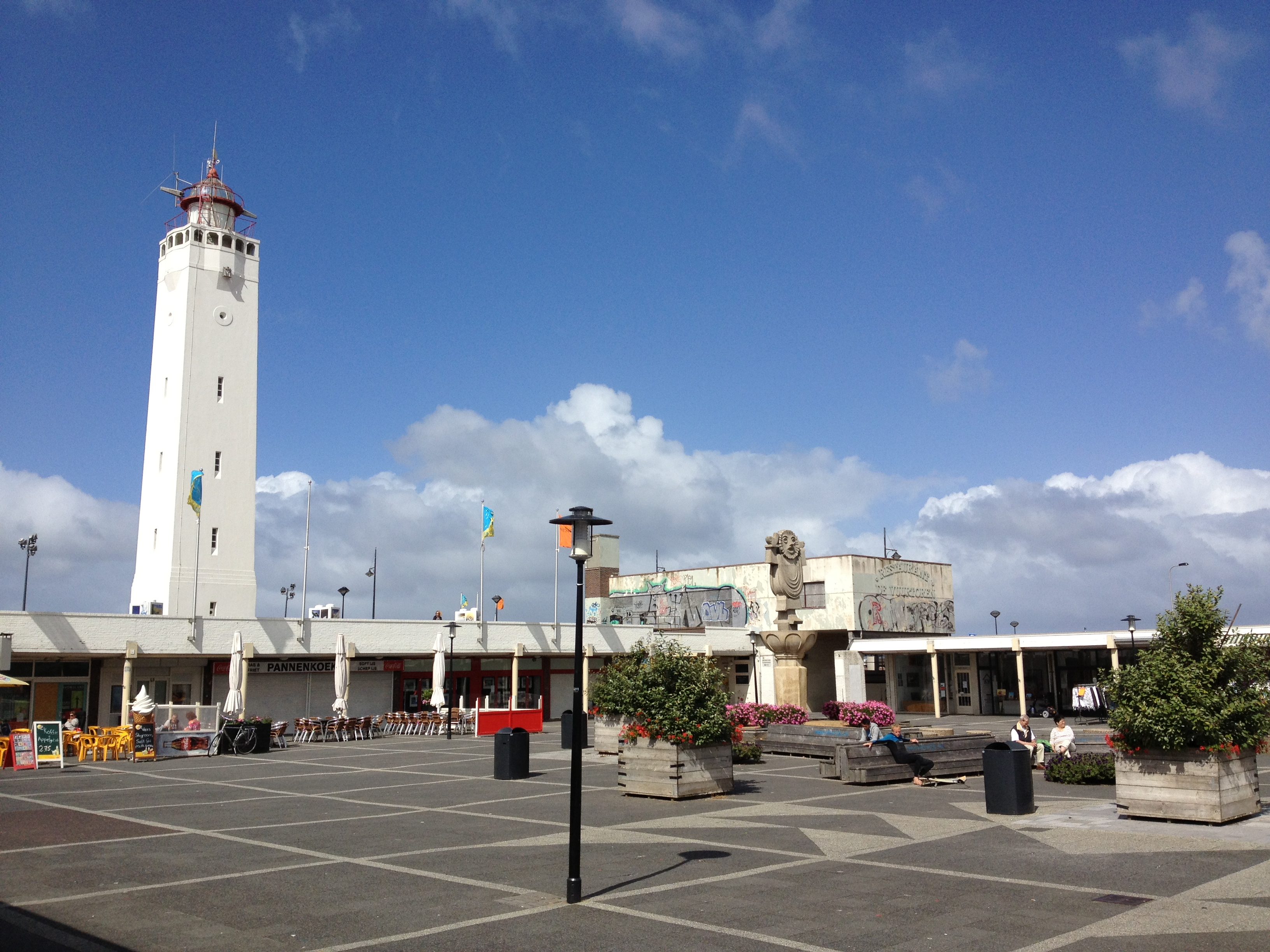
Vuurtorenplein (aug 2013)

Per jaareinde 2022 had Bever Holding een vastgoedportefeuille van 14 objecten, bestaande uit bestaand vastgoed en bouwgronden. Deze objecten hebben een potentieel van circa 60.000 m² vloeroppervlak, verdeeld over woningbouw, hotels en commercieel. Van deze vastgoedportefeuille bevindt zich circa 25.000 m² in Nederland en zo'n 35.000 m² België.

### Nederland
Het grootste deel van het onroerend goed in Nederland ligt in Noordwijk, waaronder het “Gat van Palace” en het Vuurtorenplein. Veel van de projecten zijn in ontwikkeling, de gebouwen staan leeg en er komt geen huur binnen.
Van de Putte ruziet al jaren met de gemeente Noordwijk over de ontwikkelingsplannen voor zijn projecten. Bever laat nauwelijks enige vooruitgang in de projecten zien. Investeringspogingen ketsten af vanwege een gebrek aan financiële middelen, de juridische procedures waarbij het vastgoedfonds is betrokken, verliepen traag, er waren vrijwel geen inkomsten en de beoogde samenwerkingsverbanden zijn niet van de grond gekomen.
In augustus 2013 kondigde de Eerste Amsterdamse Onroerend Goed Veiling aan de executoriale verkoop aan van 
het Palace- en het Vuurtorenplein in Noordwijk. Of de veiling uiteindelijk doorgaat hangt af van de vraag of voor die tijd aan de betalingsverplichtingen is voldaan. Kort voor de veiling bekend werd heeft de gemeente dwangsommen opgelegd om verdere verpaupering van het voormalige restaurant De Vuurtoren op het Vuurtorenplein tegen te gaan. Bever heeft de betreffende objecten in Noordwijk gesloopt en is een procedure gestart tegen de opgelegde dwangsommen.
In augustus 2016 maakte de gemeente Noordwijk bekend 200.000 euro aan verbeurde dwangsommen te innen bij Bever Holding. Noordwijk beschuldigt Bever van structureel laten verpauperen van gekochte panden. De eerdere overeenstemming heeft niet tot de gewenste resultaten geleid. Eind april meldde Bever nog een aanstaande intentieverklaring met bouwbedrijf VolkerWessels voor de ontwikkeling van enkele locaties in de kustplaats, maar over de beoogde samenwerkingsovereenkomst tussen de twee zegt de gemeente niets meer te hebben vernomen.

### België
In 1995 kocht Bever Holding het Goorkasteel in Grobbendonk nadat de toenmalige eigenaar Ramon Sorela de Namur in geldproblemen geraakte. Het Goorkasteel is een in 1878 gebouwd eclectisch complex met een landschapspark van 32 ha en een vijver van 2,5 ha. Het idee van Ramon was om het verwaarloosde kasteel te herstellen in zijn oorspronkelijke staat. Het kasteel werd voor omgerekend 1,2 miljoen euro verkocht aan Bever. De daaropvolgende vier jaar gebeurde er niets met het complex en zette het verval zich opnieuw in. Het werd een geliefkoosde plek voor urbexers, krakers en uiteindelijk ook brandstichters.
In 1999 brak op acht verschillende plaatsen onder het dak brand uit en ging een groot deel van wat er nog restte van het gebouw verloren. Er dient gezegd te worden dat toen al een groot deel van de waardevolle elementen uit het interieur was vernield of ontvreemd. Ook meer recent blijft illegale betreding van het kasteeldomein een probleem, waarbij zwemmers uit de kasteelvijver moeten worden gehaald of branden worden moeten worden geblust. In 2016 brak nog een grote brand uit in het kasteelgebouw zelf waardoor van één vleugel letterlijk enkel nog de muren rechtstaan. De meest recente brand dateert van 2019.
De gemeente Grobbendonk heeft al meerdere malen de holding aangemaand om het domein beter af te sluiten en gepolst naar de toekomstplannen voor dit bij wet beschermde monument, maar vangt steeds bot. De Vlaamse erfgoedwetgeving voorziet de uitzondering om een beschermd monument te kunnen slopen als het onherstelbaar beschadigd is. Gezien de reputatie van de holding lijkt dat de strategie te zijn. Door de verwoestingen van de laatste twintig jaar is het kasteel alleszins rijp voor de sloop.

### Resultaten
In de onderstaande tabel staan de belangrijkste financiële gegevens van Bever Holding sinds 2006. Dit betreft alleen de periode dat het bedrijf actief is als vastgoedontwikkelaar. Huur is de enige inkomstenbron van het bedrijf en de inkomsten hieruit zijn marginaal. De herwaarderingsresultaten zijn het gevolg van taxaties van het onroerend goed die geregeld worden uitgevoerd.
| Jaar | Vastgoed- portefeuille | Schulden       | Huuropbrengsten | Herwaarderings- resultaat | Netto resultaat |
| ---- | ---------------------- | -------------- | --------------- | ------------------------- | --------------- |
| 2006 | -                      | -              | € 225.000       | € 0                       | € 3.000         |
| 2007 | € 132,2 miljoen        | € 32,6 miljoen | € 0             | € 0                       | € −225.000      |
| 2008 | € 117,2 miljoen        | € 31,4 miljoen | € 45.000        | € −15,6 miljoen           | € −13,5 miljoen |
| 2009 | € 134,7 miljoen        | € 30,7 miljoen | € 30.000        | € −4,5 miljoen            | € −3,7 miljoen  |
| 2010 | € 130,1 miljoen        | € 21,6 miljoen | € 36.000        | € 7,3 miljoen             | € 3,2 miljoen   |
| 2011 | € 129,9 miljoen        | € 22,6 miljoen | € 59.000        | € −25.000                 | € 1,5 miljoen   |
| 2012 | € 127,4 miljoen        | € 23,4 miljoen | € 62.000        | € −2,8 miljoen            | € −3,1 miljoen  |
| 2013 | € 124,8 miljoen        | € 20,2 miljoen | € 69.000        | € −1,5 miljoen            | € −2,5 miljoen  |
| 2014 | € 129,0 miljoen        | € 20,6 miljoen | € 20.000        | € 6,3 miljoen             | € 2,7 miljoen   |
| 2015 | € 137,5 miljoen        | € 30,2 miljoen | € 27.000        | € 2,9 miljoen             | € 29.000        |
| 2016 | € 146,8 miljoen        | € 31,0 miljoen | € 27.000        | € 13,8 miljoen            | € 9,6 miljoen   |
| 2017 | € 150,9 miljoen        | € 32,0 miljoen | € 27.000        | € 3,6 miljoen             | € 1,8 miljoen   |
| 2018 | € 148,4 miljoen        | € 31,0 miljoen | € 27.000        | € 1,1 miljoen             | € 5,1 miljoen   |
| 2019 | € 148,7 miljoen        | € 31,9 miljoen | € 27.000        | € 0,3 miljoen             | € −2,0 miljoen  |
| 2020 | € 152,0 miljoen        | € 34,6 miljoen | € 27.000        | € 3,3 miljoen             | € −3,1 miljoen  |
| 2021 | € 200,0 miljoen        | € 34,6 miljoen | € 27.000        | € 54,0 miljoen            | € 39,4 miljoen  |
| 2022 | € 59,7 miljoen         | € 0            | € 13.000        | € −79,2 miljoen           | € −52,3 miljoen |